# أبو حفص عمر بن إبراهيم الأنصاري الأوسي
أبو حفص عمر بن إبراهيم الأنصاري الأوسي (توفي 751 هـ / 1350/1351 م) مُقرئ أندلسي مالكي عاش في مرسية، اشتهر بتأليف كتاب زهر الكمام في قصة يوسف عليه السلام، وهو نص عن النبي يوسف. وقد ذُكر، في عدة مصادر، في فهرس كتب حاجي خليفة في القرن السابع عشر الميلادي "كشف الظنون" وفي القاموس السيري "الأعلام" لخير الدين الزركلي في القرن العشرين. :6

## زهر الكمام في قصة يوسف عليه السلام
وفقًا لويلهلم أهلواردت، الذي يصف المخطوطة بطر 291 - Pet 291) من العمل في المكتبة الملكية ببرلين، يفتتح المؤلف (المذكور هنا فقط باسم عمر بن إبراهيم الأنصاري الأوسي) كتابه بشرح أن قصص الأنبياء مفيدة ومرضية لله، وأن قصة يوسف مفيدة بشكل خاص، كما يشير إلى وجودها في سورة يوسف في القرآن الكريم. وبناءً على ذلك، حرَّر الأوسي القصة، وقسَّمها إلى سبعة عشر قسمًا، وجعلها أكثر إفادة بإضافة القصص والأبيات والمواعظ والتأملات وما إلى ذلك. يبدأ كل قسم بثناء مفصل على الله وشهادة لنبيه ثم يتناول مقطعًا من الرواية القرآنية لقصة حياة يوسف.
وفقًا لكارل بروكلمان، أنهى المؤلف العمل في 26 جمادى الأولى 683 هـ / 10 آب 1284 م. أجرى الباحث الفارسي غلام رضا جمشيد نجاد أول دراسة موجزة للعمل ومخطوطاته، وهو ما أعطانا معرفةً شاملةً عنها.

### الطبعات
- الأوسي، زهر الكمام (القاهرة: مصطفى البابي الحلبي، 1950)
- Zahr al-kumām fī qiṣṣat Yūsuf ʿalayhi al-salām زهر الكمام في قصة يوسف عليه السلام. Beirut: Dar Al-Kotob Al-ilmiyah. 2003. ISBN:2-7451-3857-X.

### المخطوطات
القائمة التالية من المخطوطات غير كاملة.
- كمبريدج، مكتبة جامعة كامبريدج، Qq. 281 (القرن الخامس عشر)
- كمبريدج، مكتبة جامعة كامبريدج، أو. 1417 (القرن الخامس عشر)
- سوق حومة، مكتبة مهني الباروني (1652م، مع نسخة إلكترونية)
- برمنغهام، مكتبة كادبوري للأبحاث، اللغة العربية الإسلامية 1142 (القرن التاسع عشر)
- إرفورت، Forschungsbibliothek Gotha، السيدة أورينت. أ 868 (مع نسخة طبق الأصل عبر الإنترنت)
- لندن، مكتبة كلية الدراسات الشرقية والأفريقية، المخطوطة رقم 186487
- أكسفورد، مكتبة بودليان، م.س. مارش 110
- القدس، المكتبة الوطنية الإسرائيلية، مع نسخة إلكترونية